# Lac de Saint-Moritz

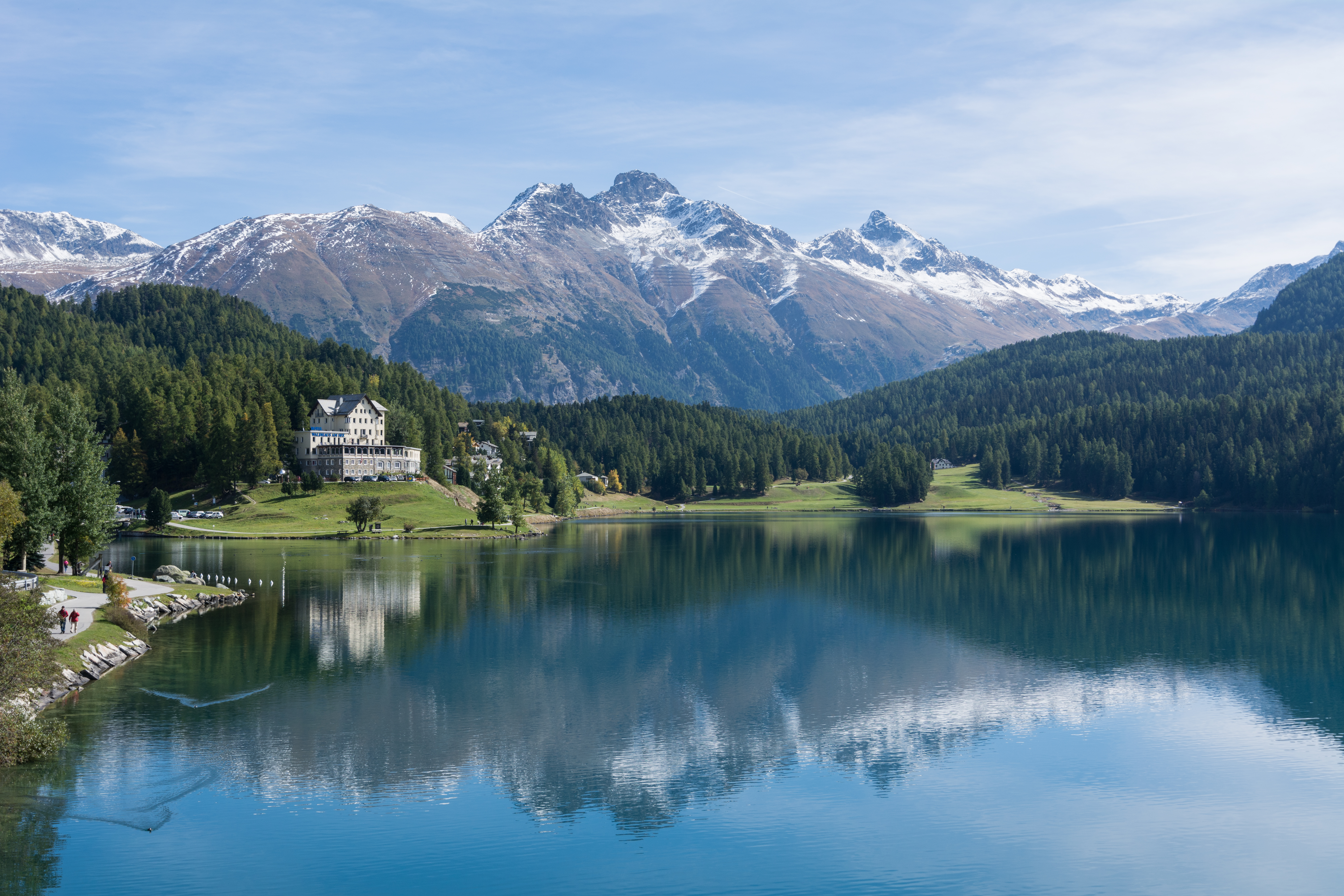
Le lac et la chaîne de Livigno

Le lac de Saint-Moritz (du nom de la localité de Saint-Moritz sur son rivage) est situé dans le canton des Grisons (Suisse) sur le plateau engadinois, il est au nord-est des lacs de Sils et Silvaplana.